# Morin (Film)
Morin ist ein 2023 erschienener deutscher Fernsehfilm von Almut Getto.

## Handlung
Deutschland 2037: Der elfjährige Morin Held besteht die Aufnahmeprüfung an der renommierten „Junior Academy“, einer Eliteschule mit Schwerpunkt Weltraumforschung und Raumfahrt. Er ist begeisterter Forscher, mit seiner Freundin Charlie betreibt er bereits privat Forschungen zum Pflanzenwachstum unter unterschiedlichen Bedingungen. Sein größter Wunsch ist eine Raumfahrt zum Mars, auf dem die Oberschicht der Menschheit neue Lebensräume aufbaut. Dass Charlie die Aufnahmeprüfung an der Academy nicht bestanden hat und eine der minderwertigen staatlichen Schulen besuchen muss, treibt einen ersten Keil zwischen die beiden.
Auf der hochtechnisierten Academy lernen die Kinder in kleinen, themenbezogenen Gruppen und bekommen ihre persönlichen Coaches in Form holographischer KI-Personen, die sie über ein Datenarmband jederzeit rufen können. Doch schnell wird klar, dass es nicht nur um ein Mit-, sondern auch um ein Gegeneinander geht. Der schulische Erfolg wird in Bewertungspunkten abgebildet, sogenannten „Takens“. Dabei werden nicht nur unterrichtsbezogene Arbeiten bewertet, vielmehr werden die Kinder durch ihre Armbänder sowie ein Netz von Videokameras auf Schritt und Tritt überwacht, jede soziale Interaktion wird von einer zentralen KI erfasst und auswertet. Vorgehensweisen, die woanders als Schummeln gelten, werden durchaus positiv bewertet, denn die Ausnutzung anderer Menschen gilt als effizienter Ressourceneinsatz.
Morin stürzt sich mit Feuereifer in die schulische Arbeit, wozu er mit Hilfe seines Coaches Leona auch sein Leben „entrümpelt“. Dem fällt nicht nur die Freundschaft mit Charlie zum Opfer, auch seinen Eltern wird er zunehmend fremd, er behandelt sie arrogant und wird unausstehlich, ohne dass er selbst es merkt.
Regelmäßig werden auf der Academy Zwischenbilanzen gezogen und die schwächsten Schüler entlassen, Morins Jahrgangsstufe schrumpft von zwölf auf acht Kinder. Es wird klar, dass die Academy von finanzstarken Raumfahrtunternehmen als Schmiede für menschliche Ressourcen betrieben wird und die Kinder kompromisslos auf Effizienz und Leistung trimmt. Ein hochbegabter, aber zu introvertierter Mitschüler aus Morins Gruppe ist nach seiner Entlassung am Boden zerstört und versucht einen Suizid, was an der Schule verschwiegen wird. Eine ältere Schülerin bricht an der Academy vor Morins Augen erschöpft zusammen.
Das mächtige Unternehmen hat sich Morin anhand seiner Zwischenergebnisse bereits als künftigen Potenzialträger ausgesucht und drängt die Leiterin der Academy dazu, die Bewertungen zu manipulieren, um Morin an die Spitze zu bringen. Das zeigt sich unverkennbar in einer Abschlussprüfung, wo die Schüler in Form eines TV-Quiz Fragen beantworten müssen. Zornig verlässt die Schülerin, die gegen Morin verloren hat, die Academy. Morin denkt gründlich nach und beschließt, seine Prioritäten zu ändern. Er bleibt mit guten Leistungen an der Academy, nimmt aber auch den abgerissenen Kontakt zu Charlie wieder auf und bewahrt sich einen Teil seiner Kindheit.
In Nebenhandlungen werden die beruflichen Situationen von Morins Eltern dargestellt. Sein Vater ist ein desillusionierter arbeitsloser Versicherungsagent, seine Mutter ist in der medizinischen Forschung tätig und muss hilflos mit ansehen, wie ihre Ergebnisse von einer ehrgeizigen jüngeren Kollegin zu deren Vorteil genutzt werden. Morins wichtigste Bezugsperson neben seinen Eltern ist seine Großmutter Ida, eine Künstlerin, die ihm vermittelt, dass nicht alle Werte sich finanziell bemessen lassen.

## Rezeption

### Ausstrahlung
Morin wurde erstmals am 22. November 2023 im Ersten ausgestrahlt.

### Kritiken
Tilmann P. Gangloff gibt dem Film auf tittelbach.tv 3,5 von 6 Punkten und findet ihn insgesamt sehenswert, bemängelt jedoch einen großen Teil der darstellerischen Leistungen. Vor allem die Dialoge seien mit Fachwörtern gespickt, die von den jungen Darstellern sichtlich nicht verstanden und daher nur aufgesagt würden. Oliver Armknecht kommt auf film-rezensionen.de zu einem ähnlichen Schluss und fragt sich zusätzlich, wozu das Science-fiction-Element nötig gewesen sei, da die Problematik auch in der Gegenwart bereits bestehe.